# Danh sách cầu thủ tham dự giải vô địch bóng đá U-17 thế giới 2013

## Bảng A

### UAE
Huấn luyện viên: Rashed Al-Badwawi
| Số | VT | Cầu thủ             | Ngày sinh (tuổi)            | Trận | Bàn | Câu lạc bộ |
| -- | -- | ------------------- | --------------------------- | ---- | --- | ---------- |
| 1  | TM | Mohamed Al-Mansoori | 4 tháng 4, 1996 (17 tuổi)   |      |     | Al-Jazira  |
| 2  | HV | Rashed Ahmad        | 18 tháng 3, 1996 (17 tuổi)  |      |     | Al-Nasr    |
| 3  | HV | Khalid Mohammad     | 23 tháng 6, 1996 (17 tuổi)  |      |     | Al-Shabab  |
| 4  | HV | Sultan Al-Badrani   | 28 tháng 6, 1996 (17 tuổi)  |      |     | Al-Ain     |
| 5  | HV | Ahmed Rashid        | 19 tháng 1, 1997 (16 tuổi)  |      |     | Al-Wahda   |
| 6  | TV | Abdulla Al-Hammadi  | 8 tháng 3, 1996 (17 tuổi)   |      |     | Al-Dhafra  |
| 7  | TV | Sultan Al-Shamsi    | 22 tháng 6, 1996 (17 tuổi)  |      |     | Al-Jazira  |
| 8  | TĐ | Hussain Faisal      | 6 tháng 2, 1996 (17 tuổi)   |      |     | Al-Jazira  |
| 9  | TĐ | Mohamed Al-Akberi   | 15 tháng 3, 1996 (17 tuổi)  |      |     | Al-Wahda   |
| 10 | TV | Lashkari Ibrahim    | 25 tháng 4, 1996 (17 tuổi)  |      |     | Al-Nasr    |
| 11 | TĐ | Khaled Khalfan      | 23 tháng 1, 1996 (17 tuổi)  |      |     | Al-Ain     |
| 12 | TĐ | Abdulla Kazim       | 31 tháng 7, 1996 (17 tuổi)  |      |     | Al-Ain     |
| 13 | TV | Abdulla Omar        | 31 tháng 12, 1996 (16 tuổi) |      |     | Al-Wasl    |
| 14 | HV | Alkhasibi Feras     | 28 tháng 1, 1996 (17 tuổi)  |      |     | Al-Ain     |
| 15 | TV | Humaid Salmein      | 6 tháng 9, 1996 (17 tuổi)   |      |     | Al-Ahli    |
| 16 | TĐ | Alameri Zayed       | 31 tháng 12, 1997 (15 tuổi) |      |     | Al-Jazira  |
| 17 | TM | Alshamsi Mohamed    | 4 tháng 1, 1997 (16 tuổi)   |      |     | Al-Wahda   |
| 18 | TĐ | Suhail Alnoobi      | 9 tháng 1, 1996 (17 tuổi)   |      |     | Baniyas    |
| 19 | HV | Omar Jumah          | 15 tháng 2, 1996 (17 tuổi)  |      |     | Al-Wasl    |
| 20 | TM | Zayed Ahmed         | 23 tháng 2, 1996 (17 tuổi)  |      |     | Al-Dhafra  |
| 21 | TV | Shaheen Surour      | 21 tháng 6, 1996 (17 tuổi)  |      |     | Al-Jazira  |

### Honduras
Huấn luyện viên: José Valladares
| Số | VT | Cầu thủ                 | Ngày sinh (tuổi)           | Trận | Bàn | Câu lạc bộ       |
| -- | -- | ----------------------- | -------------------------- | ---- | --- | ---------------- |
| 1  | TM | Cristian Hernández      | 22 tháng 9, 1996 (17 tuổi) |      |     | Valle            |
| 2  | HV | Kevin Álvarez           | 3 tháng 8, 1996 (17 tuổi)  |      |     | Olimpia          |
| 3  | HV | Álvaro Romero           | 10 tháng 2, 1997 (16 tuổi) |      |     | Real España      |
| 4  | HV | Luis Ismael Santos      | 5 tháng 3, 1996 (17 tuổi)  |      |     | Olimpia          |
| 5  | HV | Anoal Hernández         | 3 tháng 12, 1996 (16 tuổi) |      |     | Olimpia          |
| 6  | TV | Devron García           | 17 tháng 2, 1996 (17 tuổi) |      |     | Victoria         |
| 7  | TĐ | Brayan Velásquez        | 8 tháng 5, 1996 (17 tuổi)  |      |     | Olimpia          |
| 8  | TV | Christopher Alegría     | 29 tháng 1, 1996 (17 tuổi) |      |     | Real España      |
| 9  | TĐ | Alberth Elis            | 12 tháng 2, 1996 (17 tuổi) |      |     | Olimpia          |
| 10 | TV | Isaac Borjas            | 7 tháng 4, 1996 (17 tuổi)  |      |     | Valencia         |
| 11 | TV | Rembrandt Flores        | 12 tháng 5, 1997 (16 tuổi) |      |     | Olimpia          |
| 12 | TM | Fernando José Cabrera   | 21 tháng 3, 1996 (17 tuổi) |      |     | Real España      |
| 13 | TĐ | Carlos Eduardo Palacios | 14 tháng 2, 1996 (17 tuổi) |      |     | Marathón         |
| 14 | HV | José Fiallos            | 28 tháng 2, 1996 (17 tuổi) |      |     | Marathón         |
| 15 | TV | Steven Ramos            | 1 tháng 10, 1996 (17 tuổi) |      |     | Real España      |
| 16 | HV | Kenneth Hernández       | 26 tháng 5, 1997 (16 tuổi) |      |     | Victoria         |
| 17 | TV | Fredy Medina            | 14 tháng 1, 1996 (17 tuổi) |      |     | Atlético Choloma |
| 18 | TĐ | Jorge Bodden            | 12 tháng 6, 1996 (17 tuổi) |      |     | Valencia         |
| 19 | TĐ | Darwin Arita            | 15 tháng 6, 1996 (17 tuổi) |      |     | Real España      |
| 20 | TĐ | Kevin Josué López       | 3 tháng 2, 1996 (17 tuổi)  |      |     | Motagua          |
| 21 | TM | Khristian Laínez        | 27 tháng 2, 1996 (17 tuổi) |      |     | Deportes Savio   |

### Brasil
Huấn luyện viên: Alexandre Gallo
| Số | VT | Cầu thủ           | Ngày sinh (tuổi)           | Trận | Bàn | Câu lạc bộ          |
| -- | -- | ----------------- | -------------------------- | ---- | --- | ------------------- |
| 1  | TM | Marcos            | 13 tháng 4, 1996 (17 tuổi) |      |     | Fluminense          |
| 2  | HV | Auro              | 23 tháng 1, 1996 (17 tuổi) |      |     | São Paulo           |
| 3  | HV | Lucao             | 23 tháng 3, 1996 (17 tuổi) |      |     | São Paulo           |
| 4  | HV | Eduardo           | 13 tháng 2, 1996 (17 tuổi) |      |     | Internacional       |
| 5  | TV | Danilo Barbosa    | 28 tháng 2, 1996 (17 tuổi) |      |     | Vasco da Gama       |
| 6  | HV | Abner             | 30 tháng 5, 1996 (17 tuổi) |      |     | Coritiba            |
| 7  | TĐ | Caio Rangel       | 16 tháng 1, 1996 (17 tuổi) |      |     | Flamengo            |
| 8  | TV | Gustavo Hebling   | 5 tháng 4, 1996 (17 tuổi)  |      |     | São Paulo           |
| 9  | TĐ | Mosquito          | 6 tháng 1, 1996 (17 tuổi)  |      |     | Atlético Paranaense |
| 10 | TV | Nathan            | 13 tháng 3, 1996 (17 tuổi) |      |     | Atlético Paranaense |
| 11 | TV | Gabriel Boschilia | 5 tháng 3, 1996 (17 tuổi)  |      |     | São Paulo           |
| 12 | TM | Thiago            | 12 tháng 6, 1996 (17 tuổi) |      |     | Flamengo            |
| 13 | HV | Jeferson          | 22 tháng 6, 1996 (17 tuổi) |      |     | Ponte Preta         |
| 14 | HV | Léo Mendes        | 15 tháng 2, 1996 (17 tuổi) |      |     | Internacional       |
| 15 | HV | Léo Pereira       | 31 tháng 1, 1996 (17 tuổi) |      |     | Atlético Paranaense |
| 16 | TV | Thiago Maia       | 22 tháng 3, 1997 (16 tuổi) |      |     | Santos              |
| 17 | TV | Índio             | 28 tháng 2, 1996 (17 tuổi) |      |     | Vasco da Gama       |
| 18 | TĐ | Gabriel Barbosa   | 30 tháng 8, 1996 (17 tuổi) |      |     | Santos              |
| 19 | TĐ | Joanderson        | 16 tháng 2, 1996 (17 tuổi) |      |     | São Paulo           |
| 20 | TĐ | Kenedy            | 8 tháng 2, 1996 (17 tuổi)  |      |     | Fluminense          |
| 21 | TM | Gabriel Bubniack  | 10 tháng 6, 1997 (16 tuổi) |      |     | Coritiba            |

### Slovakia
Huấn luyện viên: Ladislav Pecko
| Số | VT | Cầu thủ          | Ngày sinh (tuổi)            | Trận | Bàn | Câu lạc bộ         |
| -- | -- | ---------------- | --------------------------- | ---- | --- | ------------------ |
| 1  | TM | Martin Junas     | 9 tháng 3, 1996 (17 tuổi)   |      |     | Senica             |
| 2  | TV | Marek Rajnik     | 22 tháng 9, 1996 (17 tuổi)  |      |     | Senica             |
| 3  | HV | Denis Vavro      | 10 tháng 4, 1996 (17 tuổi)  |      |     | Žilina             |
| 4  | TV | Martin Slaninka  | 26 tháng 3, 1996 (17 tuổi)  |      |     | Žilina             |
| 5  | TĐ | Matej Lovás      | 31 tháng 1, 1996 (17 tuổi)  |      |     | Ružomberok         |
| 6  | HV | Michal Vodecky   | 22 tháng 8, 1996 (17 tuổi)  |      |     | Banská Bystrica    |
| 7  | TV | Miroslav Káčer   | 2 tháng 2, 1996 (17 tuổi)   |      |     | Žilina             |
| 8  | TV | Jakub Grič       | 5 tháng 7, 1996 (17 tuổi)   |      |     | Zemplín Michalovce |
| 9  | TĐ | Tomáš Vestenický | 6 tháng 4, 1996 (17 tuổi)   |      |     | Nitra              |
| 10 | TV | Jakub Hromada    | 25 tháng 5, 1996 (17 tuổi)  |      |     | Juventus           |
| 11 | TV | Filip Lesniak    | 14 tháng 5, 1996 (17 tuổi)  |      |     | Tottenham Hotspur  |
| 12 | TM | Juraj Semanko    | 1 tháng 2, 1996 (17 tuổi)   |      |     | Slovácko           |
| 13 | TV | Lukáš Čmelík     | 13 tháng 4, 1996 (17 tuổi)  |      |     | Žilina             |
| 14 | HV | Michal Siplak    | 2 tháng 2, 1996 (17 tuổi)   |      |     | Slovan Bratislava  |
| 15 | HV | Šimon Kupec      | 11 tháng 2, 1996 (17 tuổi)  |      |     | Banská Bystrica    |
| 16 | HV | Andrej Kadlec    | 2 tháng 2, 1996 (17 tuổi)   |      |     | Žilina             |
| 17 | TĐ | Lukas Haraslin   | 26 tháng 5, 1996 (17 tuổi)  |      |     | Parma              |
| 18 | HV | Atila Varga      | 11 tháng 4, 1996 (17 tuổi)  |      |     | Juventus           |
| 19 | TV | Juraj Chvátal    | 13 tháng 7, 1996 (17 tuổi)  |      |     | Senica             |
| 20 | TV | Nikolas Špalek   | 12 tháng 2, 1997 (16 tuổi)  |      |     | Nitra              |
| 21 | TM | Marek Rodak      | 13 tháng 12, 1996 (16 tuổi) |      |     | Fulham             |

## Bảng B

### Uruguay
Huấn luyện viên: Fabián Coito
| Số | VT | Cầu thủ             | Ngày sinh (tuổi)            | Trận | Bàn | Câu lạc bộ             |
| -- | -- | ------------------- | --------------------------- | ---- | --- | ---------------------- |
| 1  | TM | Thiago Cardozo      | 31 tháng 7, 1996 (17 tuổi)  |      |     | Peñarol                |
| 2  | HV | Joel Bregonis       | 23 tháng 1, 1996 (17 tuổi)  |      |     | Nacional               |
| 3  | HV | Fabrizio Buschiazzo | 7 tháng 7, 1996 (17 tuổi)   |      |     | Peñarol                |
| 4  | HV | Darwin Avila        | 10 tháng 4, 1996 (17 tuổi)  |      |     | Peñarol                |
| 5  | TV | Facundo Ospitaleche | 11 tháng 4, 1996 (17 tuổi)  |      |     | Defensor Sporting      |
| 6  | HV | Aldo Martilotta     | 20 tháng 2, 1996 (17 tuổi)  |      |     | Danubio                |
| 7  | TĐ | Gonzalo Latorre     | 26 tháng 4, 1996 (17 tuổi)  |      |     | Peñarol                |
| 8  | TV | Franco Pizzichillo  | 3 tháng 1, 1996 (17 tuổi)   |      |     | Defensor Sporting      |
| 9  | TĐ | Francis D'Albenas   | 11 tháng 1, 1996 (17 tuổi)  |      |     | River Plate Montevideo |
| 10 | TV | Kevin Méndez        | 10 tháng 1, 1996 (17 tuổi)  |      |     | Peñarol                |
| 11 | TĐ | Franco Acosta       | 5 tháng 3, 1996 (17 tuổi)   |      |     | Fénix                  |
| 12 | TM | Facundo Silva       | 4 tháng 7, 1996 (17 tuổi)   |      |     | Danubio                |
| 13 | TV | Jhon Pintos         | 14 tháng 1, 1996 (17 tuổi)  |      |     | Liverpool Montevideo   |
| 14 | HV | José Etcheverry     | 10 tháng 5, 1996 (17 tuổi)  |      |     | Defensor Sporting      |
| 15 | TV | Gastón Faber        | 21 tháng 4, 1996 (17 tuổi)  |      |     | Danubio                |
| 16 | HV | Elias González      | 29 tháng 10, 1996 (16 tuổi) |      |     | River Plate Montevideo |
| 17 | TĐ | Leandro Otormín     | 30 tháng 7, 1996 (17 tuổi)  |      |     | Nacional               |
| 18 | TĐ | Marcio Benítez      | 3 tháng 6, 1996 (17 tuổi)   |      |     | Nacional               |
| 19 | HV | Emmanuel González   | 12 tháng 1, 1996 (17 tuổi)  |      |     | Liverpool Montevideo   |
| 20 | HV | Mathías Suárez      | 24 tháng 6, 1996 (17 tuổi)  |      |     | Defensor Sporting      |
| 21 | TM | Kevin Larrea        | 19 tháng 4, 1996 (17 tuổi)  |      |     | Defensor Sporting      |

### New Zealand
Huấn luyện viên:  Darren Bazeley
| Số | VT | Cầu thủ            | Ngày sinh (tuổi)            | Trận | Bàn | Câu lạc bộ           |
| -- | -- | ------------------ | --------------------------- | ---- | --- | -------------------- |
| 1  | TM | Zac Speedy         | 29 tháng 10, 1996 (16 tuổi) |      |     | Three Kings United   |
| 2  | HV | Riley Kelliher     | 17 tháng 4, 1996 (17 tuổi)  |      |     | Island Bay United    |
| 3  | HV | Cory Brown         | 3 tháng 4, 1996 (17 tuổi)   |      |     | Island Bay United    |
| 4  | HV | Nick Forrester     | 20 tháng 2, 1996 (17 tuổi)  |      |     | Northern-Based       |
| 5  | HV | Adam Mitchell      | 1 tháng 6, 1996 (17 tuổi)   |      |     | Central United       |
| 6  | TV | Alex Palezevic     | 11 tháng 11, 1996 (16 tuổi) |      |     | Island Bay United    |
| 7  | TV | Alex Rufer         | 12 tháng 6, 1996 (17 tuổi)  |      |     | Wellington Phoenix   |
| 8  | TV | Michael den Heijer | 14 tháng 4, 1996 (17 tuổi)  |      |     | Onehunga Sports      |
| 9  | TĐ | Elijah Neblett     | 13 tháng 5, 1996 (17 tuổi)  |      |     | Birkenhead United    |
| 10 | TV | Matthew Ridenton   | 11 tháng 3, 1996 (17 tuổi)  |      |     | Central United       |
| 11 | TĐ | Monty Patterson    | 9 tháng 12, 1996 (16 tuổi)  |      |     | Eastern Suburbs      |
| 12 | TM | Oliver Sail        | 13 tháng 1, 1996 (17 tuổi)  |      |     | Central United       |
| 13 | HV | Spiros Agathos     | 26 tháng 4, 1996 (17 tuổi)  |      |     | Newcastle Jets       |
| 14 | TĐ | Stuart Holthusen   | 1 tháng 1, 1996 (17 tuổi)   |      |     | Onehunga Sports      |
| 15 | TV | Andre de Jong      | 2 tháng 11, 1996 (16 tuổi)  |      |     | Ellerslie            |
| 16 | TV | Tamupiwa Dimairo   | 22 tháng 3, 1996 (17 tuổi)  |      |     | Northern-Based       |
| 17 | TĐ | Nick Sugden        | 14 tháng 1, 1996 (17 tuổi)  |      |     | Onehunga Sports      |
| 18 | TĐ | Andrew Blake       | 14 tháng 3, 1996 (17 tuổi)  |      |     | Northern-Based       |
| 19 | TĐ | Judd Baker         | 2 tháng 8, 1996 (17 tuổi)   |      |     | East Coast Bays      |
| 20 | TV | Clayton Lewis      | 12 tháng 2, 1997 (16 tuổi)  |      |     | Wellington Olympic   |
| 21 | TM | Samuel Copp        | 22 tháng 4, 1997 (16 tuổi)  |      |     | Forrest Hill Milford |

### Bờ Biển Ngà
Huấn luyện viên: Ibrahima Kamara
| Số | VT | Cầu thủ               | Ngày sinh (tuổi)            | Trận | Bàn | Câu lạc bộ            |
| -- | -- | --------------------- | --------------------------- | ---- | --- | --------------------- |
| 1  | TM | Seck Diabagate        | 13 tháng 8, 1996 (17 tuổi)  |      |     | Royal FC              |
| 2  | TĐ | Moussa Bakayoko       | 27 tháng 12, 1996 (16 tuổi) |      |     | USC Bassam            |
| 3  | TV | Yakou Méïte           | 11 tháng 2, 1996 (17 tuổi)  |      |     | Paris Saint-Germain   |
| 4  | HV | Ismael Diallo         | 29 tháng 1, 1997 (16 tuổi)  |      |     | ES Bingerville        |
| 5  | TV | Braciano Ta Bi        | 5 tháng 12, 1999 (13 tuổi)  |      |     | Athletic FC Adjamé    |
| 6  | TV | Ousmane Diallo        | 17 tháng 11, 1997 (15 tuổi) |      |     | ASI d'Abengourou      |
| 7  | TV | Junior Ahissan        | 10 tháng 11, 1996 (16 tuổi) |      |     | Ivoire Académie       |
| 8  | TĐ | Kouassi Begbin        | 30 tháng 12, 1996 (16 tuổi) |      |     | CO Domoraud           |
| 9  | TV | Dogbole Niangbo       | 6 tháng 10, 1999 (14 tuổi)  |      |     | USC Bassam            |
| 10 | HV | Franck Kessie         | 19 tháng 12, 1996 (16 tuổi) |      |     | Stella Club           |
| 11 | TĐ | Cédric Khaleb Kouadio | 25 tháng 7, 1997 (16 tuổi)  |      |     | ES Bingerville        |
| 12 | HV | Toussaint Kouakou     | 27 tháng 12, 1996 (16 tuổi) |      |     | AS Divo               |
| 13 | TV | Aboubakar Keita       | 5 tháng 11, 1997 (15 tuổi)  |      |     | ATM Abobo             |
| 14 | HV | Sherif Jimoh          | 4 tháng 5, 1996 (17 tuổi)   |      |     | Athletic FC Adjamé    |
| 15 | TĐ | Chris Bedia           | 5 tháng 3, 1996 (17 tuổi)   |      |     | Tours                 |
| 16 | TM | Koko Gahie            | 1 tháng 2, 1997 (16 tuổi)   |      |     | AS Denguélé           |
| 17 | TĐ | Kouamé N'Guessan      | 26 tháng 12, 1996 (16 tuổi) |      |     | Séwé Sport            |
| 18 | HV | Souleymane Diaby      | 8 tháng 10, 1999 (14 tuổi)  |      |     | USC Bassam            |
| 19 | TV | Digbo Maïga           | 1 tháng 1, 1996 (17 tuổi)   |      |     | Ivoire Académie       |
| 20 | HV | Narcisse Tano         | 1 tháng 1, 1996 (17 tuổi)   |      |     | Alliance d'Abengourou |
| 21 | TM | El Hadj Danté         | 18 tháng 8, 1998 (15 tuổi)  |      |     | Espoir de Koumassi    |

### Ý
Huấn luyện viên: Daniele Zoratto
| Số | VT | Cầu thủ           | Ngày sinh (tuổi)            | Trận | Bàn | Câu lạc bộ     |
| -- | -- | ----------------- | --------------------------- | ---- | --- | -------------- |
| 1  | TM | Simone Scuffet    | 31 tháng 5, 1996 (17 tuổi)  |      |     | Udinese        |
| 2  | HV | Davide Calabria   | 6 tháng 12, 1996 (16 tuổi)  |      |     | Milan          |
| 3  | HV | Federico Dimarco  | 10 tháng 11, 1997 (15 tuổi) |      |     | Internazionale |
| 4  | TV | Mario Pugliese    | 23 tháng 6, 1996 (17 tuổi)  |      |     | Atalanta       |
| 5  | HV | Elio Capradossi   | 11 tháng 3, 1996 (17 tuổi)  |      |     | Roma           |
| 6  | HV | Ivan De Santis    | 21 tháng 5, 1997 (16 tuổi)  |      |     | Milan          |
| 7  | TĐ | Gennaro Tutino    | 20 tháng 8, 1996 (17 tuổi)  |      |     | Napoli         |
| 8  | TV | Andrea Palazzi    | 24 tháng 2, 1996 (17 tuổi)  |      |     | Internazionale |
| 9  | TĐ | Alberto Cerri     | 16 tháng 4, 1996 (17 tuổi)  |      |     | Parma          |
| 10 | TV | Vittorio Parigini | 25 tháng 3, 1996 (17 tuổi)  |      |     | Torino         |
| 11 | TĐ | Luca Vido         | 3 tháng 2, 1997 (16 tuổi)   |      |     | Milan          |
| 12 | TM | Emil Audero       | 18 tháng 1, 1997 (16 tuổi)  |      |     | Juventus       |
| 13 | HV | Roberto Pirrello  | 17 tháng 3, 1996 (17 tuổi)  |      |     | Palermo        |
| 14 | TV | Alberto Tibolla   | 31 tháng 1, 1996 (17 tuổi)  |      |     | Chievo         |
| 15 | TV | Demetrio Steffè   | 30 tháng 7, 1996 (17 tuổi)  |      |     | Internazionale |
| 16 | HV | Arturo Calabresi  | 17 tháng 3, 1996 (17 tuổi)  |      |     | Roma           |
| 17 | HV | Matteo Lomolino   | 11 tháng 3, 1996 (17 tuổi)  |      |     | Modena         |
| 18 | TĐ | Michael Fabbro    | 10 tháng 5, 1996 (17 tuổi)  |      |     | Milan          |
| 19 | TV | Enrico Baldini    | 15 tháng 10, 1996 (17 tuổi) |      |     | Internazionale |
| 20 | TV | Antonio Romano    | 23 tháng 3, 1996 (17 tuổi)  |      |     | Napoli         |
| 21 | TM | Lorenzo Ferrari   | 9 tháng 3, 1996 (17 tuổi)   |      |     | Milan          |

## Bảng C

### Croatia
Huấn luyện viên: Ivan Gudelj
| Số | VT | Cầu thủ         | Ngày sinh (tuổi)            | Trận | Bàn | Câu lạc bộ        |
| -- | -- | --------------- | --------------------------- | ---- | --- | ----------------- |
| 1  | TM | Marko Marić     | 3 tháng 1, 1996 (17 tuổi)   |      |     | Rapid Wien        |
| 2  | HV | Hrvoje Džijan   | 26 tháng 6, 1996 (17 tuổi)  |      |     | Dinamo Zagreb     |
| 3  | HV | Petar Mamić     | 6 tháng 3, 1996 (17 tuổi)   |      |     | Dinamo Zagreb     |
| 4  | TV | Ivan Šunjić     | 9 tháng 10, 1996 (17 tuổi)  |      |     | Dinamo Zagreb     |
| 5  | HV | Duje Ćaleta-Car | 17 tháng 9, 1996 (17 tuổi)  |      |     | Pasching          |
| 6  | HV | Lukas Čuljak    | 5 tháng 3, 1996 (17 tuổi)   |      |     | Borussia Dortmund |
| 7  | TĐ | Robert Murić    | 12 tháng 3, 1996 (17 tuổi)  |      |     | Dinamo Zagreb     |
| 8  | TV | Karlo Lulić     | 10 tháng 5, 1996 (17 tuổi)  |      |     | Osijek            |
| 9  | TĐ | Fran Brodić     | 8 tháng 1, 1997 (16 tuổi)   |      |     | Dinamo Zagreb     |
| 10 | TĐ | Alen Halilović  | 18 tháng 6, 1996 (17 tuổi)  |      |     | Dinamo Zagreb     |
| 11 | TV | Ante Roguljić   | 11 tháng 3, 1996 (17 tuổi)  |      |     | Red Bull Salzburg |
| 12 | TM | Dario Miškić    | 18 tháng 4, 1996 (17 tuổi)  |      |     | Dinamo Zagreb     |
| 13 | HV | Petar Bočkaj    | 23 tháng 7, 1996 (17 tuổi)  |      |     | Dinamo Zagreb     |
| 14 | HV | Marko Stolnik   | 8 tháng 5, 1996 (17 tuổi)   |      |     | Dinamo Zagreb     |
| 15 | TV | Bojan Knežević  | 28 tháng 1, 1997 (16 tuổi)  |      |     | Dinamo Zagreb     |
| 16 | HV | Franjo Prce     | 7 tháng 1, 1996 (17 tuổi)   |      |     | Hajduk Split      |
| 17 | TV | Frane Vojković  | 20 tháng 12, 1996 (16 tuổi) |      |     | Hajduk Split      |
| 18 | TV | Ivan Fiolić     | 29 tháng 4, 1996 (17 tuổi)  |      |     | Dinamo Zagreb     |
| 19 | TĐ | Ante Blažević   | 5 tháng 5, 1996 (17 tuổi)   |      |     | Hajduk Split      |
| 20 | TV | Elvir Maloku    | 14 tháng 5, 1996 (17 tuổi)  |      |     | Hajduk Split      |
| 21 | TM | Ivo Grbić       | 18 tháng 1, 1996 (17 tuổi)  |      |     | Hajduk Split      |

### Maroc
Huấn luyện viên: Abdellah Idrissi
| Số | VT | Cầu thủ              | Ngày sinh (tuổi)            | Trận | Bàn | Câu lạc bộ           |
| -- | -- | -------------------- | --------------------------- | ---- | --- | -------------------- |
| 1  | TM | Oussayd Belkouch     | 15 tháng 1, 1996 (17 tuổi)  |      |     | Club Brugge          |
| 2  | HV | Fahd Moufi           | 5 tháng 5, 1996 (17 tuổi)   |      |     | Lyon                 |
| 3  | HV | Mohamed El Bouazzati | 9 tháng 1, 1997 (16 tuổi)   |      |     | Borussia Dortmund    |
| 4  | HV | Yassine Khadraoui    | 3 tháng 2, 1997 (16 tuổi)   |      |     | Bayer Leverkusen     |
| 5  | HV | Achraf Achaoui       | 10 tháng 12, 1996 (16 tuổi) |      |     | Standard Liège       |
| 6  | TV | Sofyan Amrabat       | 21 tháng 8, 1996 (17 tuổi)  |      |     | Utrecht              |
| 7  | TV | Nabil Jaadi          | 1 tháng 7, 1996 (17 tuổi)   |      |     | Anderlecht           |
| 8  | TV | Karim Essikal        | 8 tháng 2, 1996 (17 tuổi)   |      |     | Club Brugge          |
| 9  | TĐ | Karim Achahbar       | 3 tháng 1, 1996 (17 tuổi)   |      |     | Guingamp             |
| 10 | TV | Walid Sabbar         | 25 tháng 2, 1996 (17 tuổi)  |      |     | Raja Casablanca      |
| 11 | TĐ | Younes Bnou Marzouk  | 2 tháng 3, 1996 (17 tuổi)   |      |     | Juventus             |
| 12 | TM | Ahmed Reda Tagnaouti | 5 tháng 4, 1996 (17 tuổi)   |      |     | Academie Mohammed VI |
| 13 | HV | Yassine Jbira        | 16 tháng 2, 1996 (17 tuổi)  |      |     | Academie Mohammed VI |
| 14 | TV | Omar Arjoune         | 1 tháng 2, 1996 (17 tuổi)   |      |     | Raja Casablanca      |
| 15 | HV | Younes Boudadi       | 23 tháng 1, 1996 (17 tuổi)  |      |     | Club Brugge          |
| 16 | HV | Mohamed Saoud        | 30 tháng 1, 1996 (17 tuổi)  |      |     | Moghreb Tétouan      |
| 17 | TĐ | Zouheir El Moutaraji | 1 tháng 4, 1996 (17 tuổi)   |      |     | Wydad Casablanca     |
| 18 | TV | Hamza Sakhi          | 7 tháng 6, 1996 (17 tuổi)   |      |     | Châteauroux          |
| 19 | TV | Taoufiq Naciri       | 9 tháng 2, 1997 (16 tuổi)   |      |     | PSV                  |
| 20 | TV | Bilal Jellal         | 28 tháng 3, 1996 (17 tuổi)  |      |     | Anderlecht           |
| 21 | TM | Achraf Sidki         | 6 tháng 1, 1997 (16 tuổi)   |      |     | Academie Mohammed VI |

### Panama
Huấn luyện viên: Jorge Dely Valdés
| Số | VT | Cầu thủ           | Ngày sinh (tuổi)            | Trận | Bàn | Câu lạc bộ                     |
| -- | -- | ----------------- | --------------------------- | ---- | --- | ------------------------------ |
| 1  | TM | Jaime de Gracia   | 11 tháng 5, 1996 (17 tuổi)  |      |     | Tauro                          |
| 2  | HV | Christopher Bared | 13 tháng 3, 1996 (17 tuổi)  |      |     | Soccer Academy of the Americas |
| 3  | HV | Kevin Galvan      | 10 tháng 3, 1996 (17 tuổi)  |      |     | Millenium FC                   |
| 4  | HV | Jomar Díaz        | 29 tháng 10, 1996 (16 tuổi) |      |     | Río Abajo                      |
| 5  | HV | Chin Hormechea    | 12 tháng 5, 1996 (17 tuổi)  |      |     | Árabe Unido                    |
| 6  | HV | Jesús Araya       | 3 tháng 1, 1996 (17 tuổi)   |      |     | Tauro                          |
| 7  | TV | Eliecer Domínguez | 15 tháng 2, 1996 (17 tuổi)  |      |     | Tauro                          |
| 8  | HV | Félix General     | 19 tháng 4, 1996 (17 tuổi)  |      |     | Tauro                          |
| 9  | TĐ | Luis Zuñiga       | 27 tháng 1, 1997 (16 tuổi)  |      |     | Río Abajo                      |
| 10 | TĐ | Ismael Díaz       | 12 tháng 5, 1997 (16 tuổi)  |      |     | Tauro                          |
| 11 | TV | Luis Cañate       | 9 tháng 8, 1996 (17 tuổi)   |      |     | Árabe Unido                    |
| 12 | TM | Roberto Cueto     | 23 tháng 3, 1996 (17 tuổi)  |      |     | Tauro                          |
| 13 | TV | Stiben Santos     | 14 tháng 1, 1998 (15 tuổi)  |      |     | Río Abajo                      |
| 14 | TV | Werner Wald       | 2 tháng 2, 1996 (17 tuổi)   |      |     | Tauro                          |
| 15 | HV | Luis Alain        | 26 tháng 3, 1996 (17 tuổi)  |      |     | CA Veragüense                  |
| 16 | TV | Vidal González    | 10 tháng 4, 1996 (17 tuổi)  |      |     | Tauro                          |
| 17 | TĐ | Moises Gil        | 9 tháng 2, 1997 (16 tuổi)   |      |     | Bagoso FC                      |
| 18 | TĐ | Ervin Zorrilla    | 14 tháng 5, 1996 (17 tuổi)  |      |     | Tauro                          |
| 19 | TV | Milciades Molina  | 6 tháng 1, 1997 (16 tuổi)   |      |     | Millenium FC                   |
| 20 | HV | Luis Pereira      | 27 tháng 3, 1996 (17 tuổi)  |      |     | Árabe Unido                    |
| 21 | TM | Hermes Ortega     | 26 tháng 3, 1996 (17 tuổi)  |      |     | Millenium FC                   |

### Uzbekistan
Huấn luyện viên: Dilshod Nuraliev
| Số | VT | Cầu thủ                | Ngày sinh (tuổi)            | Trận | Bàn | Câu lạc bộ         |
| -- | -- | ---------------------- | --------------------------- | ---- | --- | ------------------ |
| 1  | TM | Sarvar Karimov         | 25 tháng 12, 1996 (16 tuổi) |      |     | Lokomotiv Tashkent |
| 2  | HV | Rustamjon Ashurmatov   | 7 tháng 7, 1996 (17 tuổi)   |      |     | Bunyodkor          |
| 3  | HV | Abdulaziz Juraboev     | 4 tháng 5, 1996 (17 tuổi)   |      |     | Qizilqum Zarafshon |
| 4  | HV | Akramjon Komilov       | 14 tháng 3, 1996 (17 tuổi)  |      |     | Bunyodkor          |
| 5  | HV | Odiljon Hamrobekov     | 13 tháng 2, 1996 (17 tuổi)  |      |     | Nasaf Qarshi       |
| 6  | HV | Khumoyun Agzamov       | 17 tháng 1, 1996 (17 tuổi)  |      |     | Pakhtakor Tashkent |
| 7  | HV | Jamshid Boltaboev      | 3 tháng 10, 1996 (17 tuổi)  |      |     | Pakhtakor Tashkent |
| 8  | TV | Abbos Nematillaev      | 15 tháng 8, 1996 (17 tuổi)  |      |     | Pakhtakor Tashkent |
| 9  | HV | Ibrokhim Abdullaev     | 5 tháng 12, 1996 (16 tuổi)  |      |     | Pakhtakor Tashkent |
| 10 | TV | Javokhir Sidikov       | 8 tháng 12, 1996 (16 tuổi)  |      |     | Pakhtakor Tashkent |
| 11 | TĐ | Akobir Turaev          | 3 tháng 11, 1996 (16 tuổi)  |      |     | FK Bukhara         |
| 12 | TM | Shokhrukhjon Eshbutaev | 19 tháng 12, 1996 (16 tuổi) |      |     | FBS Yangiyer       |
| 13 | TV | Sanjar Kodirkulov      | 27 tháng 5, 1997 (16 tuổi)  |      |     | Bunyodkor          |
| 14 | TV | Islombek Karimov       | 9 tháng 1, 1996 (17 tuổi)   |      |     | Pakhtakor Tashkent |
| 15 | TV | Izzatilla Abdullaev    | 16 tháng 1, 1996 (17 tuổi)  |      |     | Pakhtakor Tashkent |
| 16 | TV | Ravshanbek Khursanov   | 19 tháng 8, 1996 (17 tuổi)  |      |     | Pakhtakor Tashkent |
| 17 | TV | Dostonbek Khamdamov    | 24 tháng 7, 1996 (17 tuổi)  |      |     | Bunyodkor          |
| 18 | HV | Oybek Erkinov          | 21 tháng 8, 1996 (17 tuổi)  |      |     | Pakhtakor Tashkent |
| 19 | TĐ | Shohjahon Abbasov      | 27 tháng 1, 1996 (17 tuổi)  |      |     | Mash'al Mubarek    |
| 20 | TV | Otabek Shukurov        | 22 tháng 6, 1996 (17 tuổi)  |      |     | Mash'al Mubarek    |
| 21 | TM | Shokhrukhjon Raimov    | 19 tháng 2, 1997 (16 tuổi)  |      |     | Pakhtakor Tashkent |

## Bảng D

### Tunisia
Huấn luyện viên: Abdelhay Ben Soltane
| Số | VT | Cầu thủ               | Ngày sinh (tuổi)            | Trận | Bàn | Câu lạc bộ      |
| -- | -- | --------------------- | --------------------------- | ---- | --- | --------------- |
| 1  | TM | Sabri Ben Hessen      | 13 tháng 6, 1996 (17 tuổi)  |      |     | CS Sfaxien      |
| 2  | HV | Yasser Slimi          | 7 tháng 3, 1996 (17 tuổi)   |      |     | Étoile du Sahel |
| 3  | HV | Ameur el Omrani       | 11 tháng 9, 1996 (17 tuổi)  |      |     | Étoile du Sahel |
| 4  | HV | Marouane Sahraoui     | 9 tháng 1, 1996 (17 tuổi)   |      |     | Espérance Tunis |
| 5  | HV | Bahaeddine Othman     | 3 tháng 2, 1996 (17 tuổi)   |      |     | Étoile du Sahel |
| 6  | TV | Wassim Naghmouchi     | 17 tháng 4, 1996 (17 tuổi)  |      |     | Espérance Tunis |
| 7  | TV | Mouez Aboud           | 18 tháng 7, 1996 (17 tuổi)  |      |     | Espérance Tunis |
| 8  | TV | Chiheb Jbeli          | 26 tháng 5, 1996 (17 tuổi)  |      |     | Club Africain   |
| 9  | TĐ | Hazem Haj Hassen      | 15 tháng 2, 1996 (17 tuổi)  |      |     | Étoile du Sahel |
| 10 | TĐ | Bilel Mejri           | 6 tháng 2, 1996 (17 tuổi)   |      |     | Espérance Tunis |
| 11 | TV | Kouni Khalfa          | 12 tháng 12, 1996 (16 tuổi) |      |     | Club Africain   |
| 12 | HV | Sabri Akrout          | 29 tháng 1, 1996 (17 tuổi)  |      |     | Espérance Tunis |
| 13 | TV | Mohamed Dräger        | 25 tháng 6, 1996 (17 tuổi)  |      |     | SC Freiburg     |
| 14 | TĐ | Nidhal Ben Salem      | 31 tháng 1, 1996 (17 tuổi)  |      |     | Espérance Tunis |
| 15 | TV | Mohamed Ben Larbi     | 27 tháng 5, 1996 (17 tuổi)  |      |     | AS Marsa        |
| 16 | TM | Charfeddine Ghidhaoui | 18 tháng 5, 1996 (17 tuổi)  |      |     | JS Kairouan     |
| 17 | TV | Maher Gabsi           | 22 tháng 3, 1996 (17 tuổi)  |      |     | Espérance Tunis |
| 18 | HV | Khalil Hnid           | 16 tháng 1, 1996 (17 tuổi)  |      |     | AS Marsa        |
| 19 | TV | Rached Arfaoui        | 7 tháng 3, 1996 (17 tuổi)   |      |     | Club Africain   |
| 20 | HV | Mohamed Salem         | 6 tháng 1, 1996 (17 tuổi)   |      |     | Espérance Tunis |
| 21 | TM | Hamza Ben Chrifia     | 17 tháng 7, 1996 (17 tuổi)  |      |     | Espérance Tunis |

### Venezuela
Huấn luyện viên: Rafael Dudamel
| Số | VT | Cầu thủ             | Ngày sinh (tuổi)            | Trận | Bàn | Câu lạc bộ            |
| -- | -- | ------------------- | --------------------------- | ---- | --- | --------------------- |
| 1  | TM | Enmis Rodríguez     | 4 tháng 7, 1996 (17 tuổi)   |      |     | Carabobo              |
| 2  | HV | Juan Tineo          | 13 tháng 4, 1996 (17 tuổi)  |      |     | Atlético Venezuela    |
| 3  | HV | Jorge Ruiz          | 22 tháng 4, 1996 (17 tuổi)  |      |     | Deportivo La Guaira   |
| 4  | HV | José Marrufo        | 12 tháng 5, 1996 (17 tuổi)  |      |     | Caracas               |
| 5  | TV | Andrés Benítez      | 22 tháng 3, 1996 (17 tuổi)  |      |     | Trujillanos           |
| 6  | HV | Franko Díaz         | 6 tháng 2, 1996 (17 tuổi)   |      |     | Deportivo Lara        |
| 7  | TĐ | Andris Herrera      | 20 tháng 10, 1996 (16 tuổi) |      |     | Caracas               |
| 8  | TV | Eduardo Maceira     | 30 tháng 4, 1996 (17 tuổi)  |      |     | Deportivo La Guaira   |
| 9  | TĐ | José Márquez        | 21 tháng 2, 1996 (17 tuổi)  |      |     | Aragua                |
| 10 | TV | David Zalzman       | 4 tháng 3, 1996 (17 tuổi)   |      |     | Deportivo Anzoátegui  |
| 11 | TV | Luis Rodríguez      | 23 tháng 1, 1996 (17 tuổi)  |      |     | Pachuca               |
| 12 | TM | Beycker Velásquez   | 6 tháng 10, 1996 (17 tuổi)  |      |     | Caracas               |
| 13 | TV | José Hernández      | 26 tháng 6, 1997 (16 tuổi)  |      |     | Caracas               |
| 14 | TV | Francisco La Mantia | 24 tháng 2, 1996 (17 tuổi)  |      |     | Estudiantes de Mérida |
| 15 | TĐ | José Caraballo      | 21 tháng 2, 1996 (17 tuổi)  |      |     | Caracas               |
| 16 | TV | Samuel Marquina     | 7 tháng 6, 1996 (17 tuổi)   |      |     | Deportivo Gulima      |
| 17 | TV | Carlos Victora      | 10 tháng 9, 1996 (17 tuổi)  |      |     | Carabobo              |
| 18 | TV | Leomar Pinto        | 17 tháng 3, 1997 (16 tuổi)  |      |     | Caracas               |
| 19 | HV | Diego Osio          | 3 tháng 1, 1997 (16 tuổi)   |      |     | Carabobo              |
| 20 | TĐ | Héctor Cantele      | 20 tháng 9, 1996 (17 tuổi)  |      |     | Caracas               |
| 21 | TM | Pedro Ramos         | 26 tháng 2, 1996 (17 tuổi)  |      |     | Caracas               |

### Nga
Huấn luyện viên:  Dmitri Khomukha
| Số | VT | Cầu thủ                   | Ngày sinh (tuổi)            | Trận | Bàn | Câu lạc bộ             |
| -- | -- | ------------------------- | --------------------------- | ---- | --- | ---------------------- |
| 1  | TM | Anton Mitryushkin         | 8 tháng 2, 1996 (17 tuổi)   |      |     | Spartak Moscow         |
| 2  | HV | Sergei Makarov            | 3 tháng 10, 1996 (17 tuổi)  |      |     | Lokomotiv Moscow       |
| 3  | HV | Nikita Chernov            | 14 tháng 1, 1996 (17 tuổi)  |      |     | CSKA Moscow            |
| 4  | HV | Dzhamaldin Khodzhaniyazov | 18 tháng 7, 1996 (17 tuổi)  |      |     | Zenit Saint Petersburg |
| 5  | HV | Denis Yakuba              | 26 tháng 5, 1996 (17 tuổi)  |      |     | Chertanovo Moscow      |
| 6  | TV | Dmitri Barinov            | 11 tháng 9, 1996 (17 tuổi)  |      |     | Lokomotiv Moscow       |
| 7  | HV | Aleksandr Makarov         | 24 tháng 4, 1996 (17 tuổi)  |      |     | CSKA Moscow            |
| 8  | TV | Ayaz Guliyev              | 27 tháng 11, 1996 (16 tuổi) |      |     | Spartak Moscow         |
| 9  | TĐ | Ramil Sheydayev           | 15 tháng 3, 1996 (17 tuổi)  |      |     | Zenit Saint Petersburg |
| 10 | HV | Aleksandr Golovin         | 30 tháng 5, 1996 (17 tuổi)  |      |     | CSKA Moscow            |
| 11 | TV | Aleksandr Zuyev           | 26 tháng 6, 1996 (17 tuổi)  |      |     | Chertanovo Moscow      |
| 12 | TM | Aleksei Kuznetsov         | 20 tháng 8, 1996 (17 tuổi)  |      |     | Chertanovo Moscow      |
| 13 | TV | Danila Buranov            | 11 tháng 2, 1996 (17 tuổi)  |      |     | Spartak Moscow         |
| 14 | HV | Aleksandr Likhachyov      | 22 tháng 7, 1996 (17 tuổi)  |      |     | Spartak Moscow         |
| 15 | TV | Anatolie Nikolaesh        | 17 tháng 4, 1996 (17 tuổi)  |      |     | CSKA Moscow            |
| 16 | TM | Igor Obukhov              | 29 tháng 5, 1996 (17 tuổi)  |      |     | Zenit Saint Petersburg |
| 17 | HV | Ivan Frolov               | 16 tháng 1, 1996 (17 tuổi)  |      |     | CSKA Moscow            |
| 18 | TV | Ilmir Nurisov             | 5 tháng 8, 1996 (17 tuổi)   |      |     | Chertanovo Moscow      |
| 19 | TV | Rifat Zhemaletdinov       | 20 tháng 9, 1996 (17 tuổi)  |      |     | Lokomotiv Moscow       |
| 20 | TĐ | Aleksei Gasilin           | 1 tháng 3, 1996 (17 tuổi)   |      |     | Zenit Saint Petersburg |
| 21 | TĐ | Maxim Mayrovich           | 6 tháng 2, 1996 (17 tuổi)   |      |     | Chertanovo Moscow      |

### Nhật Bản
Huấn luyện viên: Hirofumi Yoshitake
| Số | VT | Cầu thủ           | Ngày sinh (tuổi)           | Trận | Bàn | Câu lạc bộ                |
| -- | -- | ----------------- | -------------------------- | ---- | --- | ------------------------- |
| 1  | TM | Teimosii Shiraoka | 8 tháng 9, 1996 (17 tuổi)  |      |     | Sanfrecce Hiroshima       |
| 2  | HV | Ryoma Ishida      | 21 tháng 6, 1996 (17 tuổi) |      |     | Júbilo Iwata              |
| 3  | HV | Kazuya Miyahara   | 22 tháng 3, 1996 (17 tuổi) |      |     | Sanfrecce Hiroshima       |
| 4  | TV | Tokuma Suzuki     | 12 tháng 3, 1997 (16 tuổi) |      |     | Maebashi Ikuei HS         |
| 5  | HV | Rikiya Motegi     | 27 tháng 9, 1996 (17 tuổi) |      |     | Urawa Reds                |
| 6  | TĐ | Masaomi Nakano    | 9 tháng 4, 1996 (17 tuổi)  |      |     | Tokyo Verdy               |
| 7  | TV | Kyoga Nakamura    | 25 tháng 4, 1996 (17 tuổi) |      |     | JEF United Chiba          |
| 8  | TĐ | Taro Sugimoto     | 12 tháng 2, 1996 (17 tuổi) |      |     | Teikyo University Kani HS |
| 9  | TĐ | Hiroki Ogawa      | 23 tháng 2, 1997 (16 tuổi) |      |     | Urawa Reds                |
| 10 | TV | Takuma Mizutani   | 24 tháng 4, 1996 (17 tuổi) |      |     | Shimizu S-Pulse           |
| 11 | TĐ | Ryoma Watanabe    | 2 tháng 10, 1996 (17 tuổi) |      |     | Maebashi Ikuei HS         |
| 12 | TV | Koji Miyoshi      | 26 tháng 3, 1997 (16 tuổi) |      |     | Kawasaki Frontale         |
| 13 | HV | Kento Misao       | 16 tháng 4, 1996 (17 tuổi) |      |     | Tokyo Verdy               |
| 14 | TĐ | Yushi Nagashima   | 12 tháng 7, 1996 (17 tuổi) |      |     | Kyoto Sanga               |
| 15 | TV | Yuki Aizu         | 1 tháng 8, 1996 (17 tuổi)  |      |     | Kashiwa Reysol            |
| 16 | TV | Shota Saito       | 7 tháng 12, 1996 (16 tuổi) |      |     | Urawa Reds                |
| 17 | TĐ | Kosei Uryu        | 8 tháng 1, 1996 (17 tuổi)  |      |     | Chikuyo Gakuen HS         |
| 18 | TM | Mizuki Hayashi    | 4 tháng 9, 1996 (17 tuổi)  |      |     | Gamba Osaka               |
| 19 | TĐ | Koki Sugimori     | 5 tháng 4, 1997 (16 tuổi)  |      |     | Nagoya Grampus            |
| 20 | HV | Daisuke Sakai     | 18 tháng 1, 1997 (16 tuổi) |      |     | Oita Trinita              |
| 21 | TM | Koto Abe          | 1 tháng 8, 1997 (16 tuổi)  |      |     | Albirex Niigata           |

## Bảng E

### Canada
Huấn luyện viên: Sean Fleming
| Số | VT | Cầu thủ             | Ngày sinh (tuổi)            | Trận | Bàn | Câu lạc bộ          |
| -- | -- | ------------------- | --------------------------- | ---- | --- | ------------------- |
| 1  | TM | Marco Carducci      | 24 tháng 9, 1996 (17 tuổi)  |      |     | Vancouver Whitecaps |
| 2  | HV | Mathieu Laurent     | 28 tháng 2, 1996 (17 tuổi)  |      |     | Mississauga Falcons |
| 3  | HV | Elias Roubos        | 28 tháng 2, 1996 (17 tuổi)  |      |     | Toronto FC          |
| 4  | HV | Alex Comsia         | 1 tháng 8, 1996 (17 tuổi)   |      |     | Vancouver Whitecaps |
| 5  | TĐ | El Mehdi Ibn Brahim | 6 tháng 6, 1996 (17 tuổi)   |      |     | Braves d'Ahuntsic   |
| 6  | TV | Nevelo Yoseke       | 17 tháng 3, 1996 (17 tuổi)  |      |     | Montreal Impact     |
| 7  | TV | Marco Bustos        | 22 tháng 4, 1996 (17 tuổi)  |      |     | Vancouver Whitecaps |
| 8  | TV | Jose Manuel Lopez   | 4 tháng 3, 1996 (17 tuổi)   |      |     | FC Edmonton         |
| 9  | TĐ | Jordan Hamilton     | 17 tháng 3, 1996 (17 tuổi)  |      |     | Toronto FC          |
| 10 | TV | Hanson Boakai       | 28 tháng 10, 1996 (16 tuổi) |      |     | FC Edmonton         |
| 11 | TV | Jordan Haynes       | 17 tháng 1, 1996 (17 tuổi)  |      |     | Vancouver Whitecaps |
| 12 | HV | Kevon Black         | 11 tháng 2, 1996 (17 tuổi)  |      |     | Toronto FC          |
| 13 | HV | Eric Davies         | 28 tháng 3, 1997 (16 tuổi)  |      |     | FC Dallas           |
| 14 | TĐ | Andrew Gordon       | 12 tháng 3, 1997 (16 tuổi)  |      |     | Woodbridge Strikers |
| 15 | TV | Matthew Chow        | 11 tháng 2, 1996 (17 tuổi)  |      |     | Vancouver Whitecaps |
| 16 | TV | Marco Dominguez     | 25 tháng 2, 1996 (17 tuổi)  |      |     | Montreal Impact     |
| 17 | TV | Mikaël Cantave      | 25 tháng 10, 1996 (16 tuổi) |      |     | Getafe              |
| 18 | TM | Daniel Milton       | 26 tháng 11, 1996 (16 tuổi) |      |     | Blackpool           |
| 19 | TV | Kianz Froese        | 16 tháng 4, 1996 (17 tuổi)  |      |     | Vancouver Whitecaps |
| 20 | TV | Ali Musse           | 1 tháng 1, 1996 (17 tuổi)   |      |     | WSA Winnipeg        |
| 21 | TM | Christian Kaiswatum | 1 tháng 3, 1997 (16 tuổi)   |      |     | FC Edmonton         |

### Áo
Huấn luyện viên: Hermann Stadler
| Số | VT | Cầu thủ             | Ngày sinh (tuổi)            | Trận | Bàn | Câu lạc bộ        |
| -- | -- | ------------------- | --------------------------- | ---- | --- | ----------------- |
| 1  | TM | Marcel Hartl        | 22 tháng 7, 1996 (17 tuổi)  |      |     | Ried              |
| 2  | TV | Michael Endlicher   | 24 tháng 11, 1996 (16 tuổi) |      |     | Áo Wien           |
| 3  | HV | Stefan Peric        | 13 tháng 2, 1997 (16 tuổi)  |      |     | Red Bull Salzburg |
| 4  | TV | Lucas Tursch        | 29 tháng 3, 1996 (17 tuổi)  |      |     | FAL Linz          |
| 5  | HV | Michael Lercher     | 4 tháng 1, 1996 (17 tuổi)   |      |     | Werder Bremen     |
| 6  | HV | Manuel Haas         | 7 tháng 5, 1996 (17 tuổi)   |      |     | Red Bull Salzburg |
| 7  | TĐ | Adrian Grbic        | 4 tháng 8, 1996 (17 tuổi)   |      |     | VfB Stuttgart     |
| 8  | TV | Sascha Horvath      | 22 tháng 8, 1996 (17 tuổi)  |      |     | Áo Wien           |
| 9  | TĐ | Tobias Pellegrini   | 3 tháng 4, 1996 (17 tuổi)   |      |     | FAL Linz          |
| 10 | TV | Valentino Lazaro    | 24 tháng 3, 1996 (17 tuổi)  |      |     | Red Bull Salzburg |
| 11 | HV | Petar Gluhakovic    | 25 tháng 3, 1996 (17 tuổi)  |      |     | Áo Wien           |
| 12 | TM | Lucas Bundschuh     | 9 tháng 4, 1996 (17 tuổi)   |      |     | SC Freiburg       |
| 13 | TĐ | Luca Mayr           | 6 tháng 4, 1996 (17 tuổi)   |      |     | Ried              |
| 14 | HV | Marcel Probst       | 21 tháng 7, 1996 (17 tuổi)  |      |     | Red Bull Salzburg |
| 15 | HV | David Domej         | 8 tháng 1, 1996 (17 tuổi)   |      |     | Rapid Wien        |
| 16 | TĐ | Marko Kvasina       | 20 tháng 12, 1996 (16 tuổi) |      |     | Áo Wien           |
| 17 | TV | Nikola Zivotic      | 26 tháng 1, 1996 (17 tuổi)  |      |     | Áo Wien           |
| 18 | HV | Dominik Baumgartner | 20 tháng 7, 1996 (17 tuổi)  |      |     | SV Horn           |
| 19 | TĐ | Daniel Ripic        | 14 tháng 3, 1996 (17 tuổi)  |      |     | Red Bull Salzburg |
| 20 | TV | Edin Bahtić         | 14 tháng 7, 1996 (17 tuổi)  |      |     | Kapfenberger SV   |
| 21 | TM | Alexander Schlager  | 1 tháng 2, 1996 (17 tuổi)   |      |     | Red Bull Salzburg |

### Iran
Huấn luyện viên: Ali Doustimehr
| Số | VT | Cầu thủ             | Ngày sinh (tuổi)            | Trận | Bàn | Câu lạc bộ            |
| -- | -- | ------------------- | --------------------------- | ---- | --- | --------------------- |
| 1  | TM | Mehdi Amini         | 16 tháng 5, 1996 (17 tuổi)  |      |     | Sepahan               |
| 2  | HV | Mostafa Hashemi     | 19 tháng 10, 1996 (16 tuổi) |      |     | Danesh Fereydon Kenar |
| 3  | HV | Sasan Jafari        | 17 tháng 9, 1996 (17 tuổi)  |      |     | Foolad                |
| 4  | HV | Komeil Haghzadeh    | 25 tháng 2, 1997 (16 tuổi)  |      |     | Foolad                |
| 5  | HV | Majid Hosseini      | 20 tháng 6, 1996 (17 tuổi)  |      |     | Saipa                 |
| 6  | TV | Saeid Ezzatollahi   | 1 tháng 10, 1996 (17 tuổi)  |      |     | Malavan               |
| 7  | TĐ | Mostafa Zakariapour | 7 tháng 10, 1997 (16 tuổi)  |      |     | Zob Ahan              |
| 8  | TV | Mohammad Bazaj      | 30 tháng 3, 1996 (17 tuổi)  |      |     | Sepahan               |
| 9  | TĐ | Amir Mazloum        | 27 tháng 1, 1996 (17 tuổi)  |      |     | Damash                |
| 10 | TV | Amirhossein Karimi  | 9 tháng 2, 1996 (17 tuổi)   |      |     | Sepahan               |
| 11 | TĐ | Reza Jafari         | 11 tháng 1, 1997 (16 tuổi)  |      |     | Moghavemat Tehran     |
| 12 | TM | Ahmad Gohari        | 12 tháng 1, 1996 (17 tuổi)  |      |     | Parseh Tehran         |
| 13 | HV | Iman Salimi         | 1 tháng 6, 1996 (17 tuổi)   |      |     | Aluminium Hormozgan   |
| 14 | TV | Ali Gholizadeh      | 10 tháng 3, 1996 (17 tuổi)  |      |     | Saipa                 |
| 15 | TV | Hossein Mehraban    | 12 tháng 5, 1996 (17 tuổi)  |      |     | Tablighat Asar        |
| 16 | TV | Abdolreza Zarei     | 21 tháng 1, 1996 (17 tuổi)  |      |     | Fajr Sepasi           |
| 17 | TV | Ali Hazzami         | 25 tháng 2, 1996 (17 tuổi)  |      |     | Foolad                |
| 18 | TV | Sadegh Moharrami    | 1 tháng 3, 1996 (17 tuổi)   |      |     | Malavan               |
| 19 | TV | Yousef Seyedi       | 8 tháng 3, 1996 (17 tuổi)   |      |     | Zob Ahan Ardabil      |
| 20 | TV | Mohammadreza Kaveh  | 22 tháng 7, 1997 (16 tuổi)  |      |     | Pishghaman            |
| 21 | TM | Armin Hashemi       | 4 tháng 2, 1996 (17 tuổi)   |      |     | Nassaji Mazandaran    |

### Argentina
Huấn luyện viên: Humberto Grondona
| Số | VT | Cầu thủ             | Ngày sinh (tuổi)           | Trận | Bàn | Câu lạc bộ          |
| -- | -- | ------------------- | -------------------------- | ---- | --- | ------------------- |
| 1  | TM | Augusto Batalla     | 30 tháng 4, 1996 (17 tuổi) |      |     | River Plate         |
| 2  | HV | Emanuel Mammana     | 10 tháng 2, 1996 (17 tuổi) |      |     | River Plate         |
| 3  | HV | Nicolás Pinto       | 22 tháng 1, 1996 (17 tuổi) |      |     | Boca Juniors        |
| 4  | HV | Nicolás Tripichio   | 5 tháng 1, 1996 (17 tuổi)  |      |     | Vélez Sarsfield     |
| 5  | TV | Germán Ferreyra     | 13 tháng 1, 1996 (17 tuổi) |      |     | Vélez Sarsfield     |
| 6  | HV | Leandro Vega        | 27 tháng 5, 1996 (17 tuổi) |      |     | River Plate         |
| 7  | TĐ | Jonathan Cañete     | 12 tháng 7, 1996 (17 tuổi) |      |     | Independiente       |
| 8  | TV | Marcelo Storm       | 26 tháng 6, 1996 (17 tuổi) |      |     | Vélez Sarsfield     |
| 9  | TĐ | Sebastián Driussi   | 9 tháng 2, 1996 (17 tuổi)  |      |     | River Plate         |
| 10 | TV | Leonardo Suárez     | 30 tháng 3, 1996 (17 tuổi) |      |     | Boca Juniors        |
| 11 | TV | Marcos Astina       | 21 tháng 1, 1996 (17 tuổi) |      |     | Lanús               |
| 12 | TM | Axel Werner         | 28 tháng 2, 1996 (17 tuổi) |      |     | Atlético de Rafaela |
| 13 | TV | Cristian Pavón      | 21 tháng 1, 1996 (17 tuổi) |      |     | Talleres            |
| 14 | TV | Lucio Compagnucci   | 23 tháng 2, 1996 (17 tuổi) |      |     | Vélez Sarsfield     |
| 15 | HV | Rodrigo Moreira     | 15 tháng 7, 1996 (17 tuổi) |      |     | Independiente       |
| 16 | TV | Zacarías Morán      | 22 tháng 2, 1996 (17 tuổi) |      |     | River Plate         |
| 17 | HV | Joaquín Ibañez      | 5 tháng 9, 1996 (17 tuổi)  |      |     | Lanús               |
| 18 | TV | Luis Leszczuk       | 20 tháng 2, 1996 (17 tuổi) |      |     | Boca Juniors        |
| 19 | TĐ | Franco Pérez        | 1 tháng 1, 1996 (17 tuổi)  |      |     | Newell's Old Boys   |
| 20 | TV | Matías Sánchez      | 5 tháng 7, 1996 (17 tuổi)  |      |     | Chacarita Juniors   |
| 21 | TM | Fernando Benvenutti | 3 tháng 5, 1996 (17 tuổi)  |      |     | Arsenal             |

## Bảng F

### México
Huấn luyện viên: Raúl Gutiérrez
| Số | VT | Cầu thủ            | Ngày sinh (tuổi)           | Trận | Bàn | Câu lạc bộ         |
| -- | -- | ------------------ | -------------------------- | ---- | --- | ------------------ |
| 1  | TM | Raúl Gudiño        | 22 tháng 4, 1996 (17 tuổi) |      |     | Guadalajara        |
| 2  | HV | Francisco Calderón | 29 tháng 5, 1996 (17 tuổi) |      |     | UNAM               |
| 3  | HV | Salomón Wbias      | 9 tháng 3, 1996 (17 tuổi)  |      |     | Pachuca            |
| 4  | HV | Pedro Terán        | 24 tháng 7, 1996 (17 tuổi) |      |     | Atlas              |
| 5  | HV | Osvaldo Rodríguez  | 10 tháng 9, 1996 (17 tuổi) |      |     | Pachuca            |
| 6  | TV | Erich Hernández    | 16 tháng 3, 1996 (17 tuổi) |      |     | Guadalajara        |
| 7  | TV | Luis Hernández     | 10 tháng 2, 1996 (17 tuổi) |      |     | Pachuca            |
| 8  | TV | José Almanza       | 24 tháng 2, 1996 (17 tuổi) |      |     | Pachuca            |
| 9  | TĐ | Alejandro Díaz     | 27 tháng 1, 1996 (17 tuổi) |      |     | América            |
| 10 | TĐ | Marco Granados     | 29 tháng 9, 1996 (17 tuổi) |      |     | Guadalajara        |
| 11 | TV | Iván Ochoa         | 13 tháng 8, 1996 (17 tuổi) |      |     | Pachuca            |
| 12 | TM | Édson Reséndez     | 12 tháng 1, 1996 (17 tuổi) |      |     | Monterrey          |
| 13 | HV | José Robles        | 16 tháng 7, 1996 (17 tuổi) |      |     | UNAM               |
| 14 | HV | Érick Aguirre      | 23 tháng 2, 1997 (16 tuổi) |      |     | Morelia            |
| 15 | HV | Christian Tovar    | 13 tháng 1, 1996 (17 tuổi) |      |     | Santos Laguna      |
| 16 | TV | Ulises Rivas       | 25 tháng 1, 1996 (17 tuổi) |      |     | Santos Laguna      |
| 17 | TV | Jonh González      | 30 tháng 8, 1996 (17 tuổi) |      |     | América            |
| 18 | TV | Omar Govea         | 18 tháng 1, 1996 (17 tuổi) |      |     | América            |
| 19 | TĐ | Ulises Jaimes      | 20 tháng 4, 1996 (17 tuổi) |      |     | Morelia            |
| 20 | TĐ | Víctor Zúñiga      | 21 tháng 3, 1996 (17 tuổi) |      |     | Cruz Azul          |
| 21 | TM | Antonio Torres     | 23 tháng 5, 1996 (17 tuổi) |      |     | Chivas Guadalajara |

### Nigeria
Huấn luyện viên: Manu Garba

| Số | VT | Cầu thủ             | Ngày sinh (tuổi)            | Trận | Bàn | Câu lạc bộ               |
| -- | -- | ------------------- | --------------------------- | ---- | --- | ------------------------ |
| 1  | TM | Dele Alampasu       | 24 tháng 12, 1996 (16 tuổi) |      |     | Football College Academy |
| 2  | HV | Musa Muhammed       | 31 tháng 10, 1996 (16 tuổi) |      |     | FC Heart Academy         |
| 3  | HV | Samuel Okon         | 15 tháng 12, 1996 (16 tuổi) |      |     | Greater Tomorrow Academy |
| 4  | TV | Akinjide Idowu      | 9 tháng 9, 1996 (17 tuổi)   |      |     | Nath Boys Academy        |
| 5  | HV | Denis Nya           | 1 tháng 12, 1996 (16 tuổi)  |      |     | Canaan Football Academy  |
| 6  | HV | Aliyu Abubakar      | 15 tháng 6, 1996 (17 tuổi)  |      |     | Mutunchi Academy         |
| 7  | TV | Habib Makanjuola    | 19 tháng 4, 1999 (14 tuổi)  |      |     | Chelsea                  |
| 8  | TV | Abdullahi Alfa      | 29 tháng 7, 1996 (17 tuổi)  |      |     | Football College Academy |
| 9  | TĐ | Success Isaac       | 7 tháng 1, 1996 (17 tuổi)   |      |     | BJ Foundation Academy    |
| 10 | TĐ | Kelechi Iheanacho   | 3 tháng 10, 1996 (17 tuổi)  |      |     | Taye Academy             |
| 11 | TV | Musa Yahaya         | 16 tháng 12, 1997 (15 tuổi) |      |     | Mutunchi Academy         |
| 12 | TV | Chigozi Obasi       | 15 tháng 6, 1998 (15 tuổi)  |      |     | Fosla Academy            |
| 13 | TV | Saviour Godwin      | 22 tháng 8, 1996 (17 tuổi)  |      |     | El-Kadme Academy         |
| 14 | HV | Chidiebere Nwakali  | 26 tháng 12, 1996 (16 tuổi) |      |     | Shuttle Spots Academy    |
| 15 | HV | Raymond Japhet      | 28 tháng 5, 1997 (16 tuổi)  |      |     | NFF U-15                 |
| 16 | TM | Abdulazeez Abubakar | 20 tháng 7, 1999 (14 tuổi)  |      |     | Nath Boys Academy        |
| 17 | TĐ | Chidera Ezeh        | 2 tháng 10, 1997 (16 tuổi)  |      |     | River Lane Academy       |
| 18 | TĐ | Taiwo Awoniyi       | 12 tháng 8, 1997 (16 tuổi)  |      |     | Imperial Academy         |
| 19 | HV | Zaharaddeen Bello   | 21 tháng 12, 1997 (15 tuổi) |      |     | Dabo Babes Academy       |
| 20 | TV | Baba Salihu         | 10 tháng 8, 1997 (16 tuổi)  |      |     | Rangers Academy Bida     |
| 21 | TM | Francis Uzoho       | 28 tháng 10, 1998 (14 tuổi) |      |     | Aspire Academy           |

### Iraq
Huấn luyện viên: Muwafaq Zaidan
| Số | VT | Cầu thủ                 | Ngày sinh (tuổi)            | Trận | Bàn | Câu lạc bộ        |
| -- | -- | ----------------------- | --------------------------- | ---- | --- | ----------------- |
| 1  | TM | Haidar Faisal           | 23 tháng 10, 1996 (16 tuổi) |      |     | Al-Quwa Al-Jawiya |
| 2  | HV | Alaa Mhawi              | 3 tháng 6, 1996 (17 tuổi)   |      |     | Al-Kahraba        |
| 3  | HV | Ahmad Nadhim            | 10 tháng 7, 1996 (17 tuổi)  |      |     | Al-Quwa Al-Jawiya |
| 4  | HV | Mahdi Abdul-Zahra       | 17 tháng 3, 1996 (17 tuổi)  |      |     | Al-Kahraba        |
| 5  | HV | Mustafa Sameer          | 29 tháng 9, 1996 (17 tuổi)  |      |     | Al-Kahraba        |
| 6  | HV | Ali Qasim               | 5 tháng 3, 1996 (17 tuổi)   |      |     | Al-Mina'a         |
| 7  | TĐ | Sherko Karim            | 25 tháng 5, 1996 (17 tuổi)  |      |     | Al-Shorta         |
| 8  | TV | Bashar Rasan            | 22 tháng 12, 1996 (16 tuổi) |      |     | Al-Quwa Al-Jawiya |
| 9  | TV | Amjad Khairi            | 16 tháng 6, 1996 (17 tuổi)  |      |     | Al-Quwa Al-Jawiya |
| 10 | TV | Mohammed Salam Enad     | 6 tháng 2, 1996 (17 tuổi)   |      |     | Al-Kahraba        |
| 11 | TV | Amjad Attwan            | 12 tháng 3, 1997 (16 tuổi)  |      |     | Naft Maysan       |
| 12 | TV | Ali Essam               | 26 tháng 11, 1996 (16 tuổi) |      |     | Diyala            |
| 13 | TV | Yassir Ammar            | 31 tháng 1, 1997 (16 tuổi)  |      |     | Al-Kahraba        |
| 14 | TĐ | Ahmad Abdul-Abbas       | 28 tháng 4, 1996 (17 tuổi)  |      |     | Al-Quwa Al-Jawiya |
| 15 | HV | Ali Saleh Mahdi         | 6 tháng 8, 1996 (17 tuổi)   |      |     | Al-Sinaa          |
| 16 | TV | Fahad Kareem            | 2 tháng 8, 1996 (17 tuổi)   |      |     | Al-Sinaa          |
| 17 | TĐ | Sajad Hussein           | 9 tháng 9, 1998 (15 tuổi)   |      |     | Baghdad           |
| 18 | TV | Samer Majed Abdul-Malek | 15 tháng 6, 1996 (17 tuổi)  |      |     | Al-Zawra'a        |
| 19 | HV | Mustafa Maan            | 15 tháng 1, 1997 (16 tuổi)  |      |     | Al-Talaba         |
| 20 | TM | Mohammed Shaker         | 28 tháng 9, 1996 (17 tuổi)  |      |     | Diyala            |
| 21 | TM | Alaa Qasim              | 10 tháng 11, 1996 (16 tuổi) |      |     | Naft Maysan       |

### Thụy Điển
Huấn luyện viên: Roland Larsson
| Số | VT | Cầu thủ             | Ngày sinh (tuổi)            | Trận | Bàn | Câu lạc bộ      |
| -- | -- | ------------------- | --------------------------- | ---- | --- | --------------- |
| 1  | TM | Sixten Mohlin       | 17 tháng 1, 1996 (17 tuổi)  |      |     | Malmö FF        |
| 2  | HV | Jakob Bergman       | 2 tháng 1, 1996 (17 tuổi)   |      |     | IFK Göteborg    |
| 3  | HV | Ali Suljić          | 18 tháng 9, 1997 (16 tuổi)  |      |     | Motala AIF      |
| 4  | HV | Sebastian Ramhorn   | 3 tháng 5, 1996 (17 tuổi)   |      |     | Kalmar FF       |
| 5  | HV | Johan Ramhorn       | 3 tháng 5, 1996 (17 tuổi)   |      |     | Kalmar FF       |
| 6  | HV | Noah Sonko Sundberg | 6 tháng 6, 1996 (17 tuổi)   |      |     | AIK             |
| 7  | HV | Linus Wahlqvist     | 11 tháng 11, 1996 (16 tuổi) |      |     | IFK Norrköping  |
| 8  | TV | Elias Andersson     | 31 tháng 1, 1996 (17 tuổi)  |      |     | Helsingborgs IF |
| 9  | TĐ | Valmir Berisha      | 6 tháng 6, 1996 (17 tuổi)   |      |     | Halmstads BK    |
| 10 | TV | Erdal Rakip         | 13 tháng 2, 1996 (17 tuổi)  |      |     | Malmö FF        |
| 11 | TV | Anton Salétros      | 12 tháng 4, 1996 (17 tuổi)  |      |     | AIK             |
| 12 | TM | Hampus Strömgren    | 8 tháng 7, 1996 (17 tuổi)   |      |     | Mjällby AIF     |
| 13 | TV | Viktor Nordin       | 18 tháng 1, 1996 (17 tuổi)  |      |     | Hammarby IF     |
| 14 | TV | Isak Ssewankambo    | 27 tháng 2, 1996 (17 tuổi)  |      |     | Chelsea         |
| 15 | TĐ | Gentrit Citaku      | 25 tháng 2, 1996 (17 tuổi)  |      |     | IFK Norrköping  |
| 16 | TĐ | Gustav Engvall      | 29 tháng 4, 1996 (17 tuổi)  |      |     | IFK Göteborg    |
| 17 | TĐ | Mirza Halvadžić     | 15 tháng 2, 1996 (17 tuổi)  |      |     | Malmö FF        |
| 18 | TĐ | Christer Lipovac    | 7 tháng 3, 1996 (17 tuổi)   |      |     | Karlslunds IF   |
| 19 | HV | Linus Fridolf       | 14 tháng 1, 1996 (17 tuổi)  |      |     | Trelleborgs FF  |
| 20 | TĐ | Carlos Strandberg   | 14 tháng 4, 1996 (17 tuổi)  |      |     | BK Häcken       |
| 21 | TM | Tim Erlandsson      | 25 tháng 2, 1996 (17 tuổi)  |      |     | Halmstads BK    |